# Satoshi Morimoto

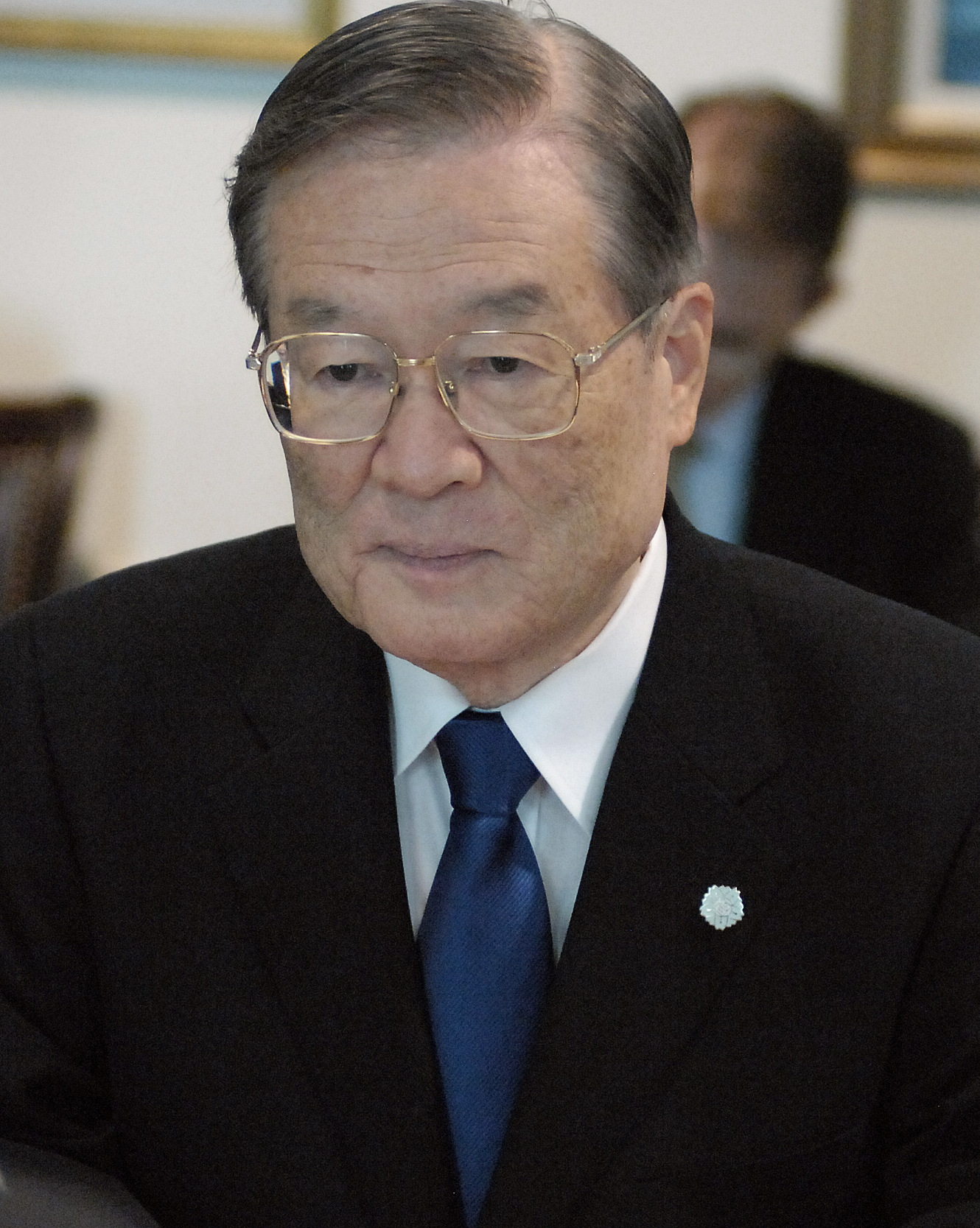
Satoshi Morimoto (2012).

Satoshi Morimoto (jap. 森本 敏, Morimoto Satoshi; * 15. März 1941 in Tokio, Präfektur Tokio) ist ein japanischer Wissenschaftler, ehemaliger Soldat und Beamter und war von Juni bis Dezember 2012 Verteidigungsminister im Kabinett Noda (2. und 3. Umbildung).
Morimoto besuchte Grund- und Mittelschule in Ashiya in der Präfektur Hyōgo, anschließend eine Oberschule in Toyonaka in der Präfektur Ōsaka. Er absolvierte danach die Verteidigungsakademie (Bōei Daigakkō) und trat dann in die Luftselbstverteidigungsstreitkräfte ein. 1977 wurde er in das Sicherheitsvertragsbüro der Amerikaabteilung des Außenministeriums entsandt. Zwei Jahre später verließ er den Dienst der Selbstverteidigungsstreitkräfte und wechselte ganz ins Außenministerium, für das er unter anderem in der Botschaft in Washington tätig war und ein Graduiertenstudium an der Tufts University absolvierte. Seit den 1990er Jahren übernahm er vermehrt Forschungs- und Lehraufträge, unter anderem an der Keiō-Universität, der Chūō-Universität und seit 2000 als Professor an der Takushoku-Universität. Von August bis September 2009 war er Berater des Verteidigungsministers (bōei-daijin hosakan, ein neu geschaffenes Amt) Yasukazu Hamada (Liberaldemokrat aus der Präfektur Chiba).
2012 wurde Morimoto von Premierminister Yoshihiko Noda (Demokrat aus der Präfektur Chiba) bei einer Kabinettsumbildung zum Nachfolger von Verteidigungsminister Naoki Tanaka berufen, der nach einer Rügeresolution des Sangiin abberufen worden war. Erstmals wurde kein Politiker als Verteidigungsminister berufen, Oppositionspolitiker kritisierten seine Berufung als Beleg für die mangelnde sicherheitspolitische Kompetenz der regierenden Demokratischen Partei.